# Liste des guerres de la Hongrie
Cette liste regroupe les guerres et conflits ayant vu la participation de la Hongrie. Voici une légende facilitant la lecture de l'issue des guerres ci-dessous :
- Victoire hongroise
- Défaite hongroise
- Autre résultat (par exemple un traité ou une paix sans un résultat clair, un statu quo ante bellum, un résultat inconnu ou indécis)
- Conflit en cours

## Royaume de Hongrie
| Début | Fin  | Nom du conflit     | Belligérants                                            | Belligérants         | Lieu           | Issue                                      |
| Début | Fin  | Nom du conflit     | Alliés (y compris la Hongrie)                           | Ennemis              | Lieu           | Issue                                      |
| ----- | ---- | ------------------ | ------------------------------------------------------- | -------------------- | -------------- | ------------------------------------------ |
| 1378  | 1381 | Guerre de Chioggia | Royaume de Hongrie République de Gênes Duché d'Autriche | République de Venise | Mer Adriatique | Victoire vénitienne Traité de Turin (1381) |

## République des conseils de Hongrie
| Début      | Fin       | Nom du conflit         | Belligérants                       | Belligérants               | Lieu    | Issue                                               |
| Début      | Fin       | Nom du conflit         | Alliés (y compris la Hongrie)      | Ennemis                    | Lieu    | Issue                                               |
| ---------- | --------- | ---------------------- | ---------------------------------- | -------------------------- | ------- | --------------------------------------------------- |
| avril 1919 | août 1920 | Guerre hongro-roumaine | République des conseils de Hongrie | Royaume de Roumanie France | Hongrie | Victoire franco-roumaine Terreur blanche en Hongrie |

## Royaume de Hongrie (1920-1946)
| Début              | Fin             | Nom du conflit            | Belligérants | Belligérants | Lieu | Issue               |
| Début              | Fin             | Nom du conflit            | Alliés (y compris la Hongrie) | Ennemis | Lieu | Issue               |
| ------------------ | --------------- | ------------------------- | --- | --- | --- | ------------------- |
| 23 mars 1939       | 4 avril 1939    | Guerre slovaquo-hongroise | Royaume de Hongrie | République slovaque | Slovaquie | Victoire hongroise  |
| 1er septembre 1939 | 7 décembre 1945 | Seconde Guerre mondiale   | Axe : Reich allemand Empire du Japon Royaume d'Italie (jusqu'en 1943) Royaume albanais (jusqu'en 1944) État français (de 1940 à 1944) Royaume de Hongrie (de 1940 à 1944) Royaume de Roumanie (de 1940 à 1944) Royaume de Bulgarie (de 1941 à 1944) Finlande État indépendant de Croatie État grec (de 1941 à 1944) Thaïlande République slovaque Gouvernement national norvégien Gouvernement de salut national de Serbie Gouvernement d'unité national de Hongrie (de 1944 à 1945) Mandchoukouo Mengjiang Gouvernement national réorganisé de la République de Chine République des Philippines Empire du Vietnam Royaume du Cambodge Gouvernement provisoire de l'Inde libre État de Birmanie | Alliés : France Royaume-Uni Union soviétique République de Chine États-Unis Pologne Royaume des Pays-Bas Royaume de Belgique Luxembourg Royaume de Grèce Royaume de Danemark (en 1940) Royaume de Norvège (en 1940) Royaume de Yougoslavie (en 1941) Népal Union d'Afrique du Sud Canada (depuis le 10 septembre 1939) Australie Nouvelle-Zélande Panama (depuis 1941) Costa Rica (depuis 1941) République dominicaine (depuis 1941) Haïti (depuis le 8 décembre 1941) Honduras (depuis 1941) Nicaragua (depuis 1941) Guatemala (depuis 1941) Tchécoslovaquie (depuis 1941) Pérou (depuis 1942) Mexique (depuis 1942) Bolivie (depuis 1943) Iran (depuis 1943) Royaume d'Italie (depuis 1943) Colombie (depuis 1943) Liberia (depuis 1944) Royaume de Roumanie (depuis 1944) Royaume de Bulgarie (depuis 1944) Saint-Marin (depuis septembre 1944) Royaume de Hongrie (depuis le 20 janvier 1945) Équateur (depuis le 2 février 1945) Paraguay (depuis le 7 février 1945) Uruguay (depuis le 15 février 1945) Venezuela (depuis le 15 février 1945) Turquie (depuis le 23 février 1945) Syrie (depuis le 26 février 1945) Argentine (depuis le 27 mars 1945) Chili (depuis le 11 avril 1945) | Europe, Océan Pacifique, Asie, Moyen-Orient, Mer Méditerranée, Océan Atlantique, Afrique, Océanie, Océan Indien, Amérique du Nord | Victoire des Alliés |

## République populaire de Hongrie
| Début           | Fin              | Nom du conflit           | Belligérants                  | Belligérants                                            | Lieu                            | Issue                                         |
| Début           | Fin              | Nom du conflit           | Alliés (y compris la Hongrie) | Ennemis                                                 | Lieu                            | Issue                                         |
| --------------- | ---------------- | ------------------------ | ----------------------------- | ------------------------------------------------------- | ------------------------------- | --------------------------------------------- |
| 23 octobre 1956 | 10 novembre 1956 | Insurrection de Budapest | Insurgés hongrois             | Union soviétique ÁVH (Autorité de protection de l'État) | République populaire de Hongrie | Victoire soviétique, écrasement de la révolte |

## République de Hongrie
| Début       | Fin             | Nom du conflit  | Belligérants | Belligérants | Lieu                                  | Issue |
| Début       | Fin             | Nom du conflit  | Alliés (y compris la Hongrie) | Ennemis      | Lieu                                  | Issue |
| ----------- | --------------- | --------------- | --- | ------------ | ------------------------------------- | --- |
| 2 août 1990 | 28 février 1991 | Guerre du Golfe | Coalition : Australie Belgique Canada Argentine Corée du Sud États-Unis Espagne France Grèce Allemagne Pays-Bas Nouvelle-Zélande Arabie saoudite Bangladesh Turquie Royaume-Uni Bahreïn Égypte Émirats arabes unis Danemark Koweït Kurdistan irakien Oman Italie Honduras Hongrie Maroc Nigeria Niger Norvège Pakistan Portugal Pologne Roumanie Sénégal Sierra Leone Singapour Suède Syrie Tchécoslovaquie | Irak         | Irak, Koweït, Arabie saoudite, Israël | Victoire de la Coalition, imposition de sanction à l'encontre de l'Irak, retrait des forces d'invasion irakiennes du Koweït |